# RYO NISHIKIDO FAN MEETING 2020
『RYO NISHIKIDO FAN MEETING 2020』（リョー ニシキド ファン ミーティング 2020）は、2020年8月1日から同年8月6日にかけて開催された錦戸亮のライブイベント。『錦戸亮 FAN MEETING 2020 at OSAKA』（にしきどりょう ファン ミーティング 2020 アット オオサカ）のタイトルで、同年9月29日にNOMAD RECORDSから無観客オンラインライブの配信チケット購入者特典のライブBlu-ray/DVDとして自身のECサイト限定で発売された。

## 概要

### イベント
- 自身初のファンミーティング[3]。
- 本イベントは、定義上はファンミーティングイベントに位置付けられるが、実質的なワンマンライブであり、全9曲を披露した。
- 新型コロナウイルス「COVID-19」の感染予防のため、会場収容人数の50％以下かつ関連スタッフを含む5,000人未満での開催となった[5]。
- 2020年8月1日・2日、神奈川公演の会場となったぴあアリーナMMで有観客公演を行うのは、本イベントが初である[6][注 3]。
- 同年8月2日、全国の劇場にて、同日に開催されたぴあアリーナMMの17時公演のライブビューイングが実施された[8][3][4]。
- 本イベントが新型コロナウイルスの状況下にあり、来場を躊躇う客もいたことから、チケットを購入したが来場出来なかった中から希望者を対象に、S席・A席それぞれのグッズを配送するという対応が取られた[9]。

### 映像作品
- 前作『錦戸亮 LIVE TOUR 2019 "NOMAD"』から約5か月ぶりのリリース。
- 本作はBlu-ray盤、DVD盤の2形態で発売。
- 本作は、2020年10月7日に開催された無観客オンラインライブ『錦戸亮 ONLINE LIVE "孤軍奮闘" at 日本武道館』の配信チケット購入者特典の完全受注生産スペシャルパッケージ[注 4]として、ファンクラブ『NFC』会員限定でオフィシャルECサイトにて発売された[1][10]。
  - 本作はあくまで同ライブの配信チケット購入者特典としてのパッケージリリースであり、本作単体でのリリースが無かったため、規格品番が定められておらず[注 5]、自身の公式サイトのディスコグラフィに記載が無く[11]、次作『錦戸亮 LIVE 2021 "Note"』が2枚目のライブBlu-ray/DVDと言う定義になっている[注 6]。
- 本作には、2020年8月6日に開催された本イベントの千秋楽である大阪・大阪城ホール公演の模様を収録[1]。
- 自身の2ndアルバム『Note』WIZZ限定盤の特典Blu-ray/DVDに、同年8月2日に開催された神奈川・ぴあアリーナMM公演の模様と、本イベントのドキュメンタリー映像が収録された[12][13][14]。

## 公演日程
| 年     | 月  | 日  | 開演時間 | 会場                       |
| ------ | --- | --- | -------- | -------------------------- |
| 2020年 | 8月 | 1日 | 11:00    | ぴあアリーナMM（神奈川県） |
| 2020年 | 8月 | 1日 | 15:00    | ぴあアリーナMM（神奈川県） |
| 2020年 | 8月 | 1日 | 19:00    | ぴあアリーナMM（神奈川県） |
| 2020年 | 8月 | 2日 | 13:00    | ぴあアリーナMM（神奈川県） |
| 2020年 | 8月 | 2日 | 17:00    | ぴあアリーナMM（神奈川県） |
| 2020年 | 8月 | 5日 | 15:00    | 大阪城ホール（大阪府）     |
| 2020年 | 8月 | 5日 | 19:00    | 大阪城ホール（大阪府）     |
| 2020年 | 8月 | 6日 | 15:00    | 大阪城ホール（大阪府）     |
| 2020年 | 8月 | 6日 | 19:00    | 大阪城ホール（大阪府）     |

## 販売形態
- 発売日：2021年11月3日
  - Blu-ray盤（Blu-ray+配信チケット）
    - 『RYO NISHIKIDO FAN MEETING 2020』 A4サイズ48Pライブフォトブック封入。
    - 『錦戸亮 ONLINE LIVE "孤軍奮闘" at 日本武道館』配信電子チケット配布。

  - DVD盤（DVD+配信チケット）
    - 『RYO NISHIKIDO FAN MEETING 2020』 A4サイズ48Pライブフォトブック封入。
    - 『錦戸亮 ONLINE LIVE "孤軍奮闘" at 日本武道館』配信電子チケット配布。

## 収録内容（セットリスト）
1. Silence[注 8]
2. ノマド
3. ホンキートンクラプソディ
4. 狛犬
5. と・も・子…
  - 吉幾三の楽曲のカバー。
6. Hey What's Up?
  - 赤西仁の楽曲のカバー。
7. キッチン
8. スケアクロウ
9. オモイデドロボー